# Шентюрк, Гюлькадер
Гюлькадер Шентюрк (тур. Gülkader Şentürk; род. 8 января 1996) — турецкая дзюдоистка, выступающая в весовой категории до 48 килограммов. Участница Олимпийских игр 2020 года.

## Биография
Гюлькадер Шентюрк родилась 8 января 1996 года.

## Карьера
Тренируется у Эрджана Чакыроглу и выступает за клуб «Галатасарай».
Гюлькадер Шентюрк выступала на чемпионате Европы среди юниоров 2014 года, где заняла третье место.
На юниорском Кубке Европы в Афинах в 2015 году она завоевала бронзу, а затем выиграла этапы в Лайбнице и Праге и стала второй в Берлине. В следующем году она завоевала серебро в Сараеве, Праге и Подчертеке, бронзу в Берлине и золото в Афинах.
На European Open в Праге в 2017 году она завоевала бронзу, также выступила на Гран-При в Анталье, где стала седьмой.
В 2018 году на European Open  в Варшаве завоевала серебро, а на Гран-при в Анталье стала бронзовым призёром. На чемпионате Европы до 23 лет стала пятой.
В 2019 на European Open в Софии стала седьмой, также на стадии четвертьфиналов завершила борьбу на Гран-при в Тбилиси. В Монреале стала пятой, а в Загребе завоевала бронзовую медаль.
На турнире Большого шлема в Анталье в 2021 году завоевала бронзу. Шентюрк вошла в состав сборной Турции на летние Олимпийские игры 2020 года в Токио, завоевав континентальную квоту, которая по сути является приглашением от Международной федерации дзюдо.